# Santa Rosa, Laguna
Santa Rosa este un oraș component de clasa I din provincia Laguna, Filipine. Conform recensământului din 2020, are o populație de 414.812 persoane.
Este a doua cea mai mare unitate administrativă locală din Laguna după Calamba.